# Timon Ákos
Schmerhoffi Timon Ákos (Eger, 1850. augusztus 27. – Budapest, 1925. április 7.) magyar jogász, jogtörténész, egyetemi tanár.

## Élete

### Családja és tanulmányai
A nemesi származású schmerhoffi Timon család sarja (ugyanazon családból is származott, melyből Timon Sámuel, a történetíró). Egerben született, ahol atyja, schmerhoffi Timon Bertalan (1810-1866) megyei főmérnök volt, édesanyja, Dombrády Mária (1822-1899) volt.
A gimnáziumot Egerben és Budán végezte, ahol 1870 júniusában érettségi vizsgát tett. Mint VIII. osztálybeli tanuló a gimnáziumi önképzőkörnek elnöke volt. A négy évi jogi tanfolyamot a budapesti egyetemen végezte; a jogtörténeti államvizsgálatokat és a szigorlatokat is letette és 1876-ban jogi doktorrá avatták. Az 1872-74. tanévekben a jogászsegélyző-egylet elnöke volt és a szegény tanulók segélyezése végett a tandíjkölcsön intézményét létesítette.
Bővebb tudományos kiképzése végett Trefort Ágoston miniszter az 1875-1876-diki tanévre állami ösztöndíjjal külföldi egyetemekre küldte; egy félévet a berlini Frigyes Vilmos Egyetemen töltött, ahol Theodor Mommsent hallgatta és Heinrich Brunner jogtörténeti szemináriumában mint működő tag vett részt. A nyári félévben, mint a strasbourgi egyetem hallgatója Paul Laband jogtörténeti szemináriumának tagja volt és részt vett Rudolf Sohm jogtörténész, római jogász és egyházjogi író szemináriumában. Az állami ösztöndíját még egy évre kiterjesztették, így egy félévet a lipcsei egyetemen, egy másik félévet a párizsi jogi fakultáson töltött és ott a nemzeti könyvtárban a germán alkotmányra vonatkozó tanulmányokat folytatott. 

### Tanári és kutatói pályafutása
1877. január 22-én a győri királyi jogakadémián a jogtörténet és egyházjog helyettes tanárává neveztetett ki, mely állását 1877 októberében foglalta el. 1878 februárjában a Budapesti Egyetem az európai jogtörténetből magántanári képesítést nyert. 1879. december 16-án a győri királyi akadémián rendkívüli majd 1880. október 27-én rendes tanár lett. 1886 februárjában a budapesti egyetemen az egyházjogból is habilitáltatta magát. 1890-ben a budapesti egyetemre a magyar alkotmány és jogtörténet tanszékére nevezték ki, ahol 1925-ig tanított. Ezzel egyidőben József főherceg ő reá bízta elsőszülött fiának, József Ágost hercegnek két évig tartó jogi oktatását, amelyen Mária Dorottya főhercegnő, Fülöp orléansi herceg neje is részt vett. 1897 októberétől ismét a főherceg magyar közjogi oktatását vezette. 1892-ben a katolikus kongruabizottság előadójává választották.
Ő készítette a lelkészi, valamint a nagyobb egyházi javadalmak jövedelmeinek összeírására vonatkozó szabályzatokat, melyeket a püspöki kar némi módosításokkal elfogadott. 1896-ban a király miniszteri tanácsosi címmel tüntette ki; egyszersmind a kormány őt bízta meg az összeírási szabályzatok gyakorlati keresztülvitelével, valamint a kongrua-rendezéshez szükséges további munkálatok előkészítésével. 1891-től tagja volt a Szent István Társulat igazgatótanácsának, valamint az ott működő tudományos és irodalmi osztálynak és a második szakosztálynak előadója. Ebben az időszakban döntő befolyása volt a magyar jogtörténet-írásra illetve oktatásra. Jogtörténészként a történeti jogi iskolához sorolható. Sokat foglalkozott a Szent Korona-tannal és hosszas vitákat folytatott Kováts Gyulával a párbaj jogi kérdéseiről. Ő szövegezte az 1898. évi XIV. törvénycikket, az úgynevezett kongrua-törvényt és készítette hozzá az általános és részletes indokolást. Mint a katolikus autonómiai kongresszus bizottságának tagja az autonómia létrehozásának ügyében kiváló munkásságot fejtett ki. Az 1899-90-i tanévben dékánná nevezték ki, majd 1921–22-ben a Pázmány Péter Tudományegyetem rektora lett. Nevéhez fűződik a Szentkorona-tan elméletének kidolgozása. Magyar alkotmány- és jogtörténet (Budapest, 1903) című munkájában a magyar nép által az őshazából magával hozott erőteljesebb közszellemen, közjogi érzéken alapuló a Szentkorona-tannal indokolja, hogy a 13. századtól Magyarországon megszűnt a személyes jellegű királyi hatalom, és létrejött a rendiség, mégpedig a külföldi eredetű hűbériség eszméivel vívott küzdelemben. 1848-ban kiteljesedett az a rendszer, ami kizárja az osztályellentéteket a magyar társadalom egészséges organizmusán belül.
Timon Ákos 1925. április 7-én hunyt el Budapesten.

## Főbb művei
- Teljes publikációs listáját lásd itt
- A germán ősalkotmány: bevezető tanulmány az európai alkotmány történetéhez. Budapest: Eggenberger, 1881. VII, 98, [1] p.
- A párbér (lecticale) a katholikus egyházjogban: jogtörténeti tanulmányok. Budapest: Pesti Könyv Ny., 1882. [1], 44 p.
- Az osztrák concordatum és a magyar közjog. [Budapest]: Pesti Könyv Ny., 1883. 16 p.
- A visitatio canonica a magyar egyházjogban: jogtörténeti tanulmány oklevéltári nyomozások alapján. [Budapest]: [s.n.], 1884. 24 p.
- A párbér Magyarországon: jogtörténeti fejlődése és jelen állása szerint oklevéltári nyomozás szerint. Budapest: Pallas, 1885. XV, 411, 103 p.
- A párbér jogi természete: válaszul Kováts Gyula kir. táblai pótbíró bírálatára. Budapest: Eggenberger, 1885. 32 p.
- Zárszó a párbér-vitához. Budapest: Pallas, 1886. 54, [1] p.
- A legfőbb kegyúri jog. Budapest: Athenaeum, 1887. 17 p.
- A városi kegyuraság Magyarországon. Budapest: Pallas Irodalmi és Nyomdaipari Rt.., 1889. 154 p.
- Das städtische Patronat in Ungarn:rechtshistorische Studie nach archivalischen Quellenforschungen. Leipzig : Köhler ; Budapest : Pallas, 1889. 95 p.
- A párbér Magyarországon (Bp., 1902, 1908);
- Magyar alkotmány- és jogtörténet tekintettel a nyugati államok fejlődésére (Bp., 1902; 1903; németül: Schiller Bódog fordításában, 1 -2. kiad. Berlin, 1904 – 1909);
- Még néhány szó az alkotmány- és jogtörténet tanításáról. Budapest: Jogállam K., 1905. 30 p.
- Magyar alkotmány- és jogtörténet: Különös tekintettel a nyugati államok jogfejlődésére. Budapest: Hornyánszky, 1906. XIV, 769 p.
- A Szent korona és a koronázás közjogi jelentősége (Bp., 1907);
- A párbér Magyarországon: jogtörténeti fejlődése és jelen állása szerint levéltári nyomozások alapján. Budapest? Pallas, 1908. [6], 440, 140 p.
- Ungarische Verfassungs- und Rechtsgeschichte mit Bezug auf die Rechtsentwicklung der westlichen Staaten. Berlin: Puttkammer: Münichbrecht, 1909. XIV, [2], 835 p.
- Magyar alkotmány- és jogtörténet: különös tekintettel a nyugati államok jogfejlődésére. Budapest: Hornyánszky Viktor Könyvkiadóhivatal, 1910. 807 p.
- A szent korona elmélete és a koronázás. Budapest: Hornyánszky, 1916. 37 p.
- Magyar alkotmány- és jogtörténet: különös tekintettel a nyugati államok jogfejlődésére. Budapest: Hornyánszky, 1917. XIV, 823 p.
- A szent korona elmélete és a koronázás (Budapest, 1920).
- Pázmány Péter: a jog és igazság védelmében. Budapest: egyetemi Nyomda, 1921. 41 p.
- A Szent Korona elmélete. Budapest: Magánkiadás, 2000. 70 p.